# 村吏 (南洋群島)
村吏（そんり）は、南洋群島に存在した地方行政機構。1922年（大正11年）に導入された。

## 概要
南洋群島の先住民族である「島民」を地方行政に参画させるために日本人地区の部落制とは別に設けられた。カナカ人地区に「総村長」と「村長」を、チャモロ人地区に「区長」と「助役」が設けられた。
カナカ人の村吏は、原則としてその地区の酋長が任命され、大酋長が「総村長」を、その他の酋長が「村長」に就いた。村長は総村長に隷属することとされた。しかし地域によっては大酋長が存在しなかったり、大酋長のみが存在する所もあったため、南洋庁も無理して「総村長-村長」のヒエラルキーを構築せず、当地の慣習にあわせて村吏を任命した。
チャモロ人の村吏の場合は、酋長制度が存在しないため、チャモロ人住民が推薦した人物を「区長」や「助役」に任命した。

## 権限・義務
酋長や地元有力者として慣習的に認められた権限の他、島民・南洋庁間の連絡取次ぎの役割を果たした。
また年2回以上、南洋庁警察に出頭し、管内の状況を報告する義務があった。

## 服務心得
- 管内住民に対し、法令順守や大日本帝国への忠誠を誓わせること。
- 管内の産業を奨励して文化向上に努めること。

## 村吏名称・管轄地域一覧
| 支庁         | 総村長・区長       | 村長・助役       | 管轄区域                               | 備考                 |
| ------------ | ------------------ | ---------------- | -------------------------------------- | -------------------- |
| サイパン支庁 | サイパン島区長     | 第一区助役       | サイパン島北ガラパン海岸通1丁目、2丁目 |                      |
| サイパン支庁 | サイパン島区長     | 第二区助役       | サイパン島北ガラパン海岸通3丁目、4丁目 |                      |
| サイパン支庁 | サイパン島区長     | 第三区助役       | サイパン島南ガラパン3丁目              |                      |
| サイパン支庁 | サイパン島区長     | 第四区助役       | サイパン島南ガラパン3丁目              | カナカ人集落         |
| サイパン支庁 | サイパン島区長     | 第五区助役       | サイパン島タナパコ                     |                      |
| サイパン支庁 | ロタ島区長         | ロタ島助役       | ロタ島塚本町                           |                      |
| サイパン支庁 | ロタ島区長         | ロタ島助役       | ロタ島榎本町                           |                      |
| パラオ支庁   | 南部総村長         | コロール村長     | コロール村                             | 南部総村長兼任       |
| パラオ支庁   | 南部総村長         | アイライ村長     | アイライ村                             |                      |
| パラオ支庁   | 南部総村長         | アイミリーキ村長 | アイミリーキ村                         |                      |
| パラオ支庁   | 南部総村長         | ガスパン村長     | ガスパン村                             |                      |
| パラオ支庁   | 南部総村長         | アルモノグイ村長 | アルモノグイ村                         |                      |
| パラオ支庁   | 南部総村長         | ガラスマオ村長   | ガラスマオ村                           |                      |
| パラオ支庁   | 南部総村長         | ペリリュウ村長   | ペリリュウ村                           |                      |
| パラオ支庁   | 南部総村長         | アンガウル村長   | アンガウル村                           |                      |
| パラオ支庁   | 北部総村長         | マルキョク村長   | マルキョク村                           | 北部総村長兼任       |
| パラオ支庁   | 北部総村長         | カイシャル村長   | カイシャル村                           |                      |
| パラオ支庁   | 北部総村長         | オギワル村長     | オギワル村                             |                      |
| パラオ支庁   | 北部総村長         | ガラルド村長     | ガラルド村                             |                      |
| パラオ支庁   | 北部総村長         | アルコロン村長   | アルコロン村                           | カヤンゲル諸島も含む |
| ヤップ支庁   | ウルル管区総村長   |                  | ウルル管区                             |                      |
| ヤップ支庁   | グロール管区総村長 |                  | グロール管区                           |                      |
| ヤップ支庁   | ニフ管区総村長     |                  | ニフ管区                               |                      |
| ヤップ支庁   | カニフ管区総村長   |                  | カニフ管区                             |                      |
| ヤップ支庁   | オカオ管区総村長   |                  | オカオ管区                             |                      |
| ヤップ支庁   | ギリベス管区総村長 |                  | ギリベス管区                           |                      |
| ヤップ支庁   | トミル管区総村長   |                  | トミル管区                             |                      |
| ヤップ支庁   | ウギリ管区総村長   |                  | ウギリ管区                             |                      |
| ヤップ支庁   | マップ管区総村長   |                  | マップ管区                             |                      |
| ヤップ支庁   | ルモン管区総村長   |                  | ルモン管区                             |                      |
| ヤップ支庁   | チャモロ区区長     |                  | ウルル管区内チャモロ区                 | チャモロ人集落       |
| トラック支庁 | 春島総村長         |                  | 春島及び附属島                         |                      |
| トラック支庁 | 夏島総村長         |                  | 夏島及び附属島                         |                      |
| トラック支庁 | 秋島総村長         |                  | 秋島及び附属島                         |                      |
| トラック支庁 | 冬島総村長         |                  | 冬島及び附属島                         |                      |
| トラック支庁 | 月曜島総村長       |                  | 月曜島及び附属島                       |                      |
| トラック支庁 | 水曜島総村長       |                  | 水曜島及び附属島                       |                      |
| トラック支庁 |                    | ローソップ島村長 | ローソップ島                           |                      |
| トラック支庁 |                    | ピース島村長     | ピース島                               |                      |
| トラック支庁 |                    | ナマ島村長       | ナマ島                                 |                      |
| トラック支庁 |                    | ルクノール島村長 | ルクノール島                           |                      |
| トラック支庁 |                    | オネオップ島村長 | オネオップ島                           |                      |
| トラック支庁 |                    | ター島村長       | ター島                                 |                      |
| トラック支庁 |                    | クック島村長     | クック島                               |                      |
| トラック支庁 |                    | エタール島村長   | エタール島                             |                      |
| トラック支庁 |                    | ナモロック島村長 | ナモロック島                           |                      |
| トラック支庁 |                    | サタワン島村長   | サタワン島                             |                      |
| トラック支庁 |                    | モーツ島村長     | モーツ島                               |                      |
| トラック支庁 |                    | ノムエン島村長   | ノムエンプ島                           |                      |
| トラック支庁 |                    | ピシラス島村長   | ピシラス島                             |                      |
| トラック支庁 |                    | オロール島村長   | オロール島                             |                      |
| トラック支庁 |                    | ポンナップ島村長 | ポンナップ島                           |                      |
| トラック支庁 |                    | ムリロ島村長     | ムリロ島                               |                      |
| トラック支庁 |                    | タマタマ島村長   | タマタマ島                             |                      |
| トラック支庁 |                    | オナリ島村長     | オナリ島                               |                      |
| トラック支庁 |                    | オノー島村長     | オノー島                               |                      |
| トラック支庁 |                    | ファナーヌ島村長 | ファナーヌ島                           |                      |
| トラック支庁 |                    | シュック島村長   | シュック島                             |                      |
| トラック支庁 |                    | ルア島村長       | ルア島                                 |                      |
| トラック支庁 |                    | ポロアット島村長 | ポロアット島                           |                      |
| ポナペ支庁   | ジョカージ総村長   | ジョカージ村長   | ジョカージ村                           | ジョカージ総村長兼務 |
| ポナペ支庁   | ウー総村長         | ウー村長         | ウー村                                 |                      |
| ポナペ支庁   | ナット総村長       | ナット村長       | ナット村                               |                      |
| ポナペ支庁   | マタラニウム総村長 | マタラニウム村長 | マタラニウム村                         |                      |
| ポナペ支庁   | キチー総村長       | キチー村長       | キチー村                               |                      |
| ポナペ支庁   | クサイ総村長       | タオンサック村長 | タオンサック村                         |                      |
| ポナペ支庁   | クサイ総村長       | ウツワ村長       | ウツワ村                               |                      |
| ポナペ支庁   | クサイ総村長       | マレーム村長     | マレーム村                             |                      |
| ポナペ支庁   | クサイ総村長       | レロ村長         | レロ村                                 |                      |
| ポナペ支庁   | モキール総村長     | モキール村長     | モキール島                             |                      |
| ポナペ支庁   | エニワタック総村長 |                  | エニワタック島                         |                      |
| ポナペ支庁   | エンチャベツ総村長 |                  | エンチャベツ島                         |                      |
| ポナペ支庁   | ビンゲラップ総村長 | ビンゲラップ村長 | ビンゲラップ島                         |                      |
| ポナペ支庁   | ヌゴール総村長     | ヌゴール村長     | ヌゴール島                             |                      |
| ポナペ支庁   | グリニッチ総村長   | グリニッチ村長   | グリニッチ島                           |                      |
| ポナペ支庁   | ナチック総村長     | ナチック村長     | ナチック島                             |                      |
| ヤルート支庁 | ラリック総村長     | ヤルート村長     | ヤルート村                             |                      |
| ヤルート支庁 | ラリック総村長     | エボン村長       | エボン村                               |                      |
| ヤルート支庁 | ラリック総村長     | ナモリック村長   | ナモリック村                           |                      |
| ヤルート支庁 | ラリック総村長     | アイリンラプ村長 | アイリンラプ村                         |                      |
| ヤルート支庁 |                    | ナモ村長         | ナモ村                                 |                      |
| ヤルート支庁 |                    | クワゼリン村長   | クワゼリン村                           |                      |
| ヤルート支庁 |                    | ミレ村長         | ミレ村                                 |                      |
| ヤルート支庁 |                    | アルノ村長       | アルノ村                               |                      |
| ヤルート支庁 |                    | メジユロ村長     | メジユロ村                             |                      |
| ヤルート支庁 |                    | アウル村長       | アウル村                               |                      |
| ヤルート支庁 |                    | マロエラップ村長 | マロエラップ村                         |                      |
| ヤルート支庁 |                    | ウオツヂエ村長   | ウオツヂエ村                           |                      |
| ヤルート支庁 |                    | リキエプ村長     | リキエプ村                             |                      |
| ヤルート支庁 |                    | アイルック村長   | アイルック村                           |                      |
| ヤルート支庁 |                    | メヂーチ村長     | メヂーチ村                             |                      |
| ヤルート支庁 |                    | ウートロック村長 | ウートロック村                         |                      |